# Preprofase

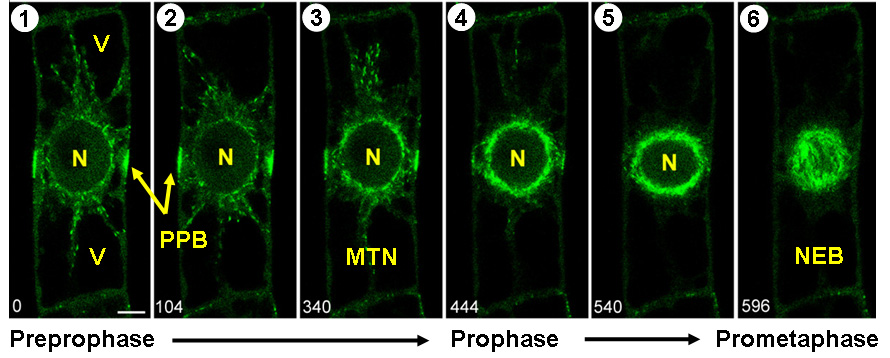
Dinámica de los microtúbulos durante la preprofase y la profase en la mitosis de células vegetales, modificada de Donukshe et al. Las imágenes siguen una célula BY-2 de tabaco a través de las primeras etapas de la mitosis (aproximadamente 12 minutos). Los extremos en crecimiento de los microtúbulos se muestran en verde (marcados con proteína fluorescente verde fusionada con la proteína de unión a los microtúbulos más el extremo EB1 de Arabidopsis thaliana). N = Núcleo, V = Vacuola, PPB = Banda de Preprofase, MTN = La nucleación de los microtúbulos comienza en la envoltura nuclear, NEB = Descomposición de la envoltura nuclear al inicio de la prometafase. Ver también la película correspondiente a esta figura.

La preprofase es una fase adicional durante la mitosis en células vegetales que no ocurre en otros eucariotas , como los animales u hongos. Precede a la profase y se caracteriza por dos eventos distintos: 
- La formación de la banda preprofásica , un anillo de microtúbulos denso debajo de la membrana plasmática.
- El inicio de la nucleación de microtúbulos en la envoltura nuclear.

## Función de la preprofase en el ciclo celular
Las células vegetales se fijan con respecto a sus células vecinas dentro de los tejidos en los que crecen. A diferencia de los animales en los que ciertas células pueden migrar dentro del embrión para formar nuevos tejidos, las plántulas de plantas superiores crecen completamente en función de la orientación de la división celular y el consiguiente alargamiento y diferenciación de las células dentro de sus paredes celulares. Por lo tanto, el control preciso de los planos de división celular y la colocación de la futura pared celular en células vegetales es crucial para la arquitectura correcta de los tejidos y órganos de las plantas. 
La etapa preprofásica de la mitosis de células vegetales somáticas sirve para establecer la ubicación precisa del plano de división y la pared celular futura antes de que la célula entre en profase. Esto se logra a través de la formación de una estructura de microtúbulos transitorios, la banda preprofásica y un mecanismo hasta ahora desconocido por el cual la célula es capaz de "memorizar" la posición de la banda preprofásica para guiar la nueva pared celular que crece durante la citocinesis a la correcta ubicación. En tejidos gametófitos durante la fase reproductiva del ciclo de vida de la planta, los planos de división celular pueden establecerse sin el uso de una banda preprofásica.
En células vegetales altamente vacuoladas, la preprofase puede estar precedida por la formación de un pragmosoma.  La función del pragmosoma es suspender el núcleo celular en el centro de la célula en preparación para la mitosis. Si un pragmosoma es visible, la banda preprofase aparecerá en su borde exterior. 

## Formación de bandas preprofásicas
Al comienzo de la preprofase, los microtúbulos corticales de una célula vegetal desaparecen y se agregan en un anillo denso debajo de la membrana plasmática.  Esta banda preprofásica recorre el plano ecuatorial del futuro huso mitótico y marca el plano de la división celular y el futuro sitio de fusión para la placa celular. Consiste en microtúbulos y microfilamentos (actina) y persiste en la profase. La formación del huso ocurre durante la profase con el eje perpendicular al plano rodeado por la banda preprofásica. 

## Nucleación de microtúbulos
A diferencia de las células animales, las células vegetales no poseen centrosomas para organizar sus husos mitóticos.  En cambio, la envoltura nuclear actúa como un centro organizador de microtúbulos (MTOC) para la formación del huso durante la preprofase.  El primer signo es una zona clara y libre de actina que aparece alrededor de la envoltura nuclear. Esta zona se llena de microtúbulos que nuclean en la superficie del núcleo. El huso preprofásico se forma por autoensamblaje de estos microtúbulos en el citoplasma que rodea la envoltura nuclear. Se refuerza a través del ensamblaje del huso mediado por el cromosoma (cinetocoro) después de que la envoltura nuclear se rompe al final de la profase.

## Transición a la profase
Durante la progresión de la preprofase a la profase, los microtúbulos orientados al azar se alinean en paralelo a lo largo de la superficie nuclear de acuerdo con el eje del huso. Esta estructura se llama huso de profase .  Desencadenada por la ruptura de la membrana nuclear al comienzo de la prometafase, la banda preprofásica desaparece y el huso de la profase madura en el huso de la metafase que ocupa el espacio del núcleo anterior.  Los experimentos con drogas que destruyen los microfilamentos indican que la actina puede desempeñar un papel en el mantenimiento de la "memoria" celular de la posición del plano de división después de que la banda preprofásica se descompone para dirigir la citocinesis en la telofase.